# Eunos 100
Eunos 100（日語：ユーノス100）是日本馬自達於1989年至1994年間生產，從第七代323演變而來的五門斜背車（fastback），其兄弟車為馬自達323 Astina。雖然是五門斜背車，馬自達卻稱之為「coupé」（雙門轎跑車之意），日後上市的梅賽德斯-奔馳CLS級也帶了點部分模仿的意味。
1989年10月開始在日本上市，且只在Eunos經銷商體系販售。雖然脫胎自第七代323，但車身造型非常時髦流暢，車頭裝置了特殊的上掀啟閉式頭燈（retractable headlight），而車尾則加裝尾翼。內裝鋪陳比較偏向跑車化設計，唯獨車尾為斜背式設計，後座乘員的頭部空間有點壓迫感。
這部車和馬自達323 Astina一樣搭載了1.5L B5-DE型和1.8L BP-ZE型兩種引擎，縱然馬自達替這部車設計出跑車式的特點企圖刺激銷售，但是事與願違，至1994年停產為止只出售了約一千輛而已，隨後第八代323於1994年大改款上市。

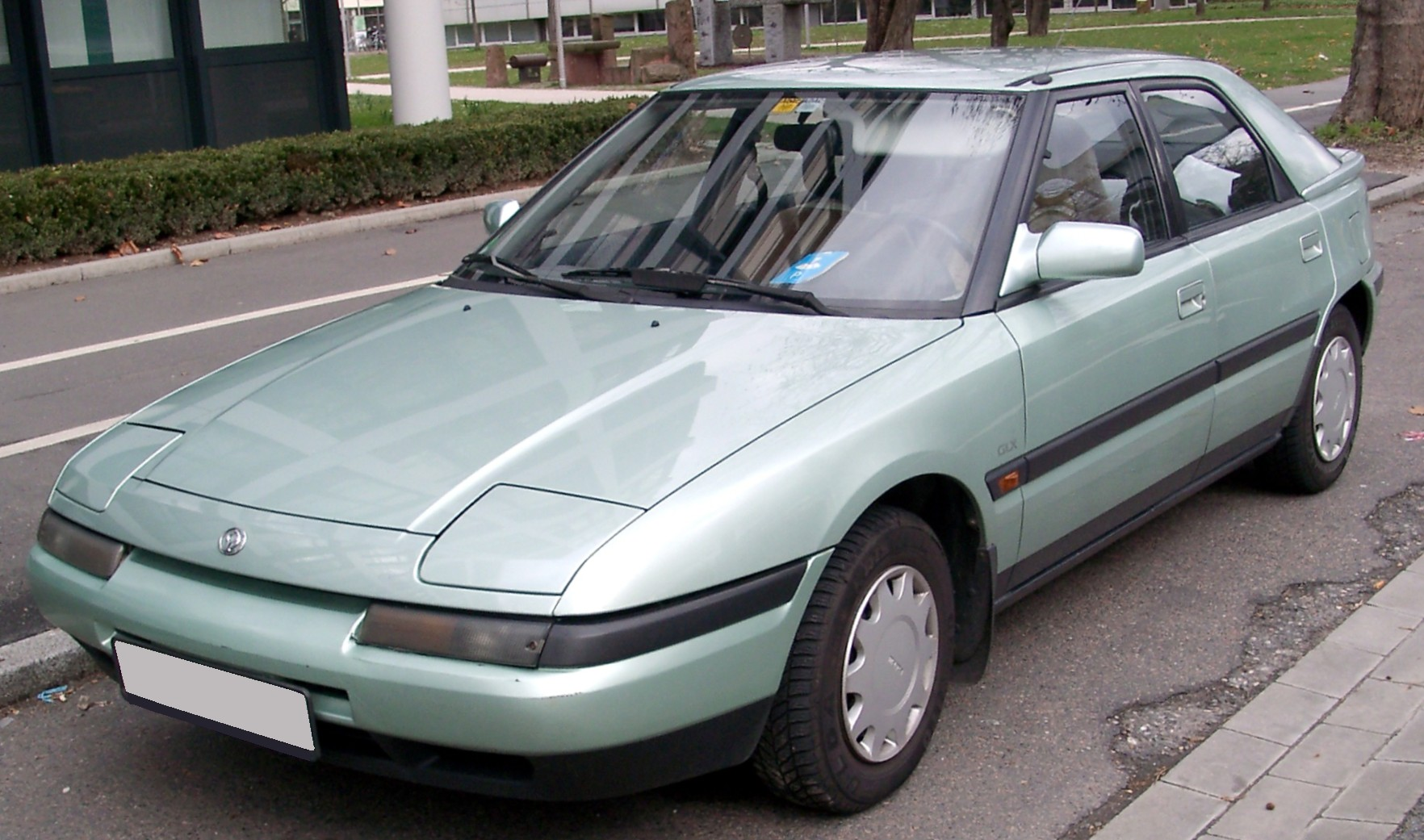
馬自達323F車頭（歐規）
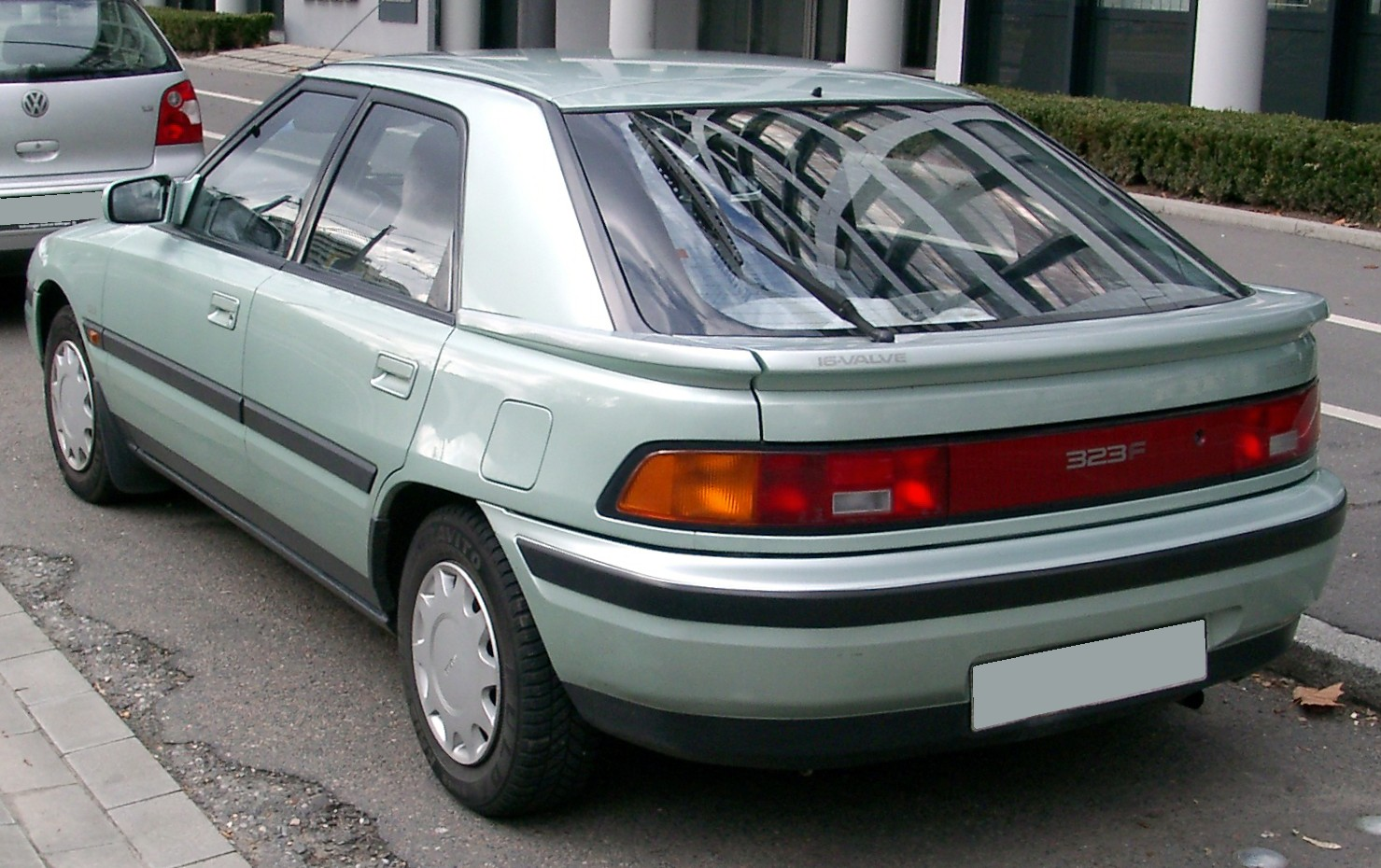
馬自達323F車尾（歐規）

## 外部連結
- （日語）Gazoo.com - 1990年 ユーノス 100